# 新雄雞麵飽西餅公司

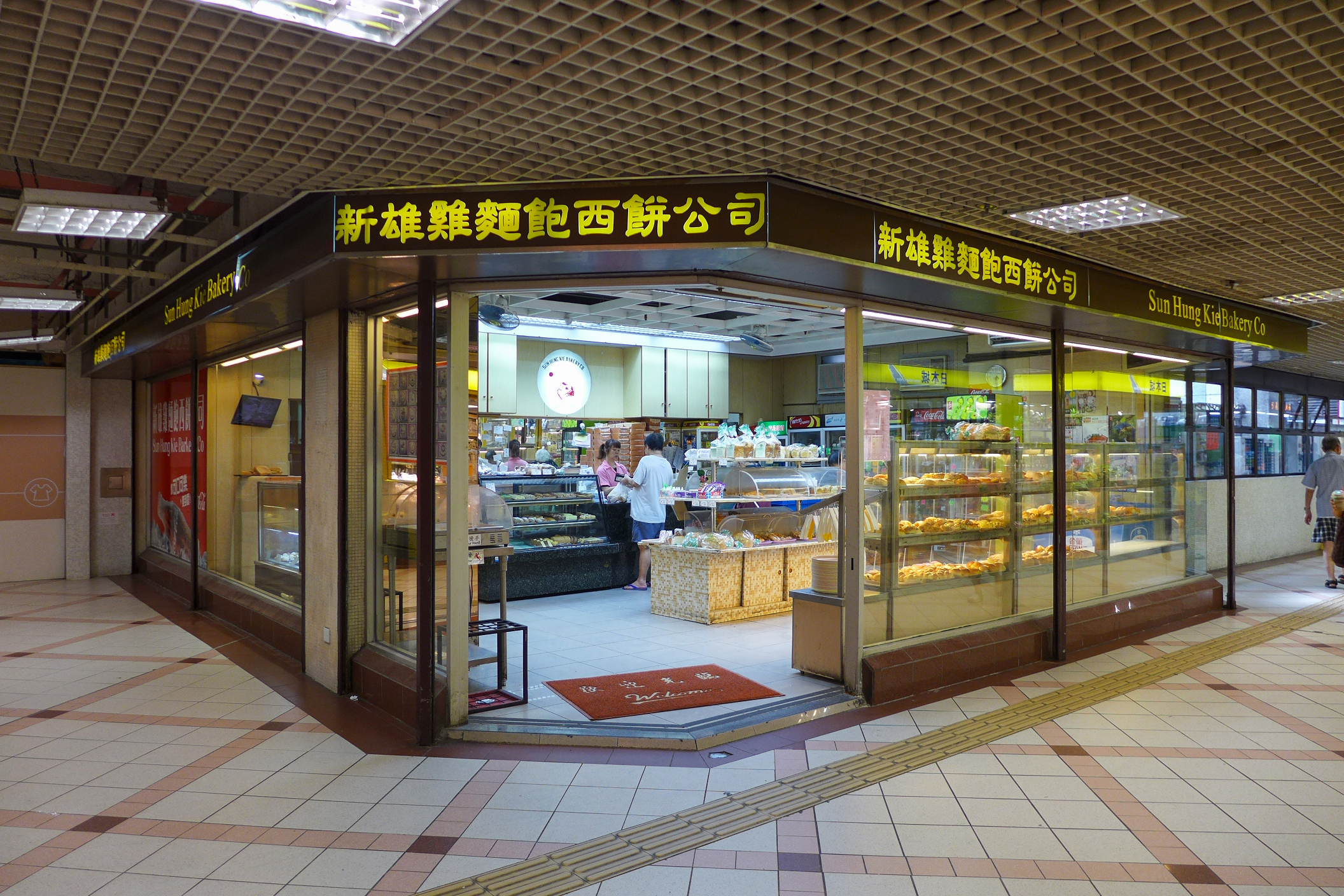
新雄雞麵飽西餅在牛頭角樂華邨分店（2017年）

新雄雞麵飽西餅公司（英語：Sun Hung Kie Bakery Company；簡稱「新雄雞」）是一間香港的老字號麵包店，該麵包店除在牛頭角樂華邨設有店舖外，亦在何文田愛民邨和觀塘牛頭角道249號設有分店。

## 店名
在香港，「新雄雞」的店名容易令人聯想到地產發展商「新鴻基」，而在該餅店工作了近30年的劉橋師傅則表示——老闆只是覺得「雄雞」二字意頭好，沒有諷刺地產發展商的意味。

## 結束營業
2020年1月21日，店舖宣布由於業主領展增加30%的租金，愛民邨和樂華邨分店於同年1月31日結束營業。
而領展表示——新雄雞麵包公司的租約原於2020年4月底完結；但早於2019年10月，該公司負責人已口頭通知領展不會續租，之後，領展亦已於上星期接獲其書面通知，表示於4月底租約期滿後不會續租，並會於本月底結束營業。然而在整個過程中，領展從未就租金事宜與該公司負責人進行商討。
到2020年8月，兩位80後出生的麵包師傅檔決定在「新雄雞」樂華邨原址創業，開設麵包店「森林麵包」，並成功邀請兩位新雄雞老師傅坐鎮。